# Torontálszécsány község
Torontálszécsány község (szerbül Општина Сечањ / Opština Sečanj) közigazgatási egység Szerbiában, a Vajdaságban, a Bánságban. Területe 523 km², központja Torontálszécsány. A község északon Bégaszentgyörgy községgel, nyugaton Nagybecskerek községgel, délen az alibunári és zichyfalvai községekkel, keleten pedig Romániával határos. A községet teljes egészében átszeli a Temes folyó.

## Települések
A községhez 11 település tartozik. 
| \| Románia Bégaszentgyörgy község Nagy- becs- kerek község Zichyfalva község Alibunár község Antalfalva község TORONTÁLSZÉCSÁNY Istvánfölde Módos Káptalanfalva Surján Szárcsa Bóka Nezsény Kanak Árkod Kismargita \| \| térkép szerkesztése \| |                    |                   |                 |
| Magyar név | Szerb név (cirill) | Szerb név (latin) | Népesség (2002) |
| Árkod | Јарковац           | Jarkovac          | 1817            |
| Bóka | Бока               | Boka              | 1735            |
| Istvánfölde | Крајишник          | Krajišnik         | 2241            |
| Kanak | Конак              | Konak             | 996             |
| Káptalanfalva | Бусење             | Busenje           | 94              |
| Kismargita | Банатска Дубица    | Banatska Dubica   | 428             |
| Módos | Јаша Томић         | Jaša Tomić        | 2982            |
| Nezsény | Неузина            | Neuzina           | 1371            |
| Surján | Шурјан             | Šurjan            | 330             |
| Szárcsa | Сутјеска           | Sutjeska          | 1737            |
| Torontálszécsány | Сечањ              | Sečanj            | 2647            |
| Románia Bégaszentgyörgy község Nagy- becs- kerek község Zichyfalva község Alibunár község Antalfalva község TORONTÁLSZÉCSÁNY Istvánfölde Módos Káptalanfalva Surján Szárcsa Bóka Nezsény Kanak Árkod Kismargita                                 |                    |                   |                 |
| térkép szerkesztése |                    |                   |                 |

## Népesség
A község népessége 16 377 fő (2002), a természetes szaporulat értéke pedig -10,8‰.

### Etnikai megoszlás
- szerbek (70,87%)
- magyarok (12,63%)
- románok (3,92%)
- cigányok (3,72%)
- jugoszlávok (1,62%)
- horvátok (0,9%)
- bolgárok (0,7%)

Csak Káptalanfalva magyar többségű, a magyarok aránya jelentős még Kanakon, Bókán, Nezsényben és Surjánban.
1. ↑  2022 Serbia Census